# Esa Keskinen
Temple de la renommée finlandais : 2004
Esa Keskinen (né le 3 février 1965 à Ylöjärvi en Finlande) est un joueur professionnel de hockey sur glace qui évoluait au poste de centre. Choisi 101e au total du repêchage d'entrée dans la LNH 1985 par les Flames de Calgary, Keskinen ne joue cependant jamais dans la Ligue nationale de hockey.

## Carrière de joueur
Keskinen débute en 1981 avec le FPS Forssa, avec qui il joue deux saisons en deuxième division finlandaise avant de rejoindre le TPS Turku de la SM-liiga où remporte le championnat des marqueurs de 1987-1988 et est nommé joueur le plus utile de la ligue la saison suivante.
Après un séjour de trois saisons avec le Lukko Rauma, Keskinen retourne en 1991 au TPS, qui remporte en 1993 le championnat de Finlande puis six mois plus tard la Coupe d'Europe. Keskinen gagne également deux nouveaux titres de meilleur marqueur en 1992-1993 et 1993-1994, fut nommé meilleur joueur de la ligue pour la saison 1993-1994 et apparait pour la seconde fois consécutive au sein de l'équipe d'étoiles de la ligue.
La saison suivante, Keskinen signe avec le HV 71 de l'Elitserien où il rejoint son ancien coéquipier Kai Nurminen. En 1995, il remporte avec HV 71 le titre de champion de Suède. Keskinen revient en Finlande pour une dernière saison en 1999-2000 avant de se retirer de la compétition.
Avec l'équipe de Finlande, il prend part à 13 compétitions internationales au cours de sa carrière. Il est médaillé d'argent aux Jeux olympiques d'hiver de 1988 à Calgary, de bronze aux Jeux olympiques d'hiver de 1994 à Lillehammer et champion du monde en 1995 à Stockholm. En 2004, il devient membre du Temple de la renommée du hockey finlandais avec le numéro 140.

## Statistiques
Pour les significations des abréviations, voir Statistiques du hockey sur glace.

### En club
| Saison    | Équipe             | Ligue       |    | Saison régulière | Saison régulière | Saison régulière | Saison régulière | Saison régulière |    | Séries éliminatoires | Séries éliminatoires | Séries éliminatoires | Séries éliminatoires | Séries éliminatoires |
| Saison    | Équipe             | Ligue       | PJ | B                | A                | Pts              | Pun              | PJ               | B  | A                    | Pts                  | Pun                  |                      |                      |
| 1980-1981 | KooVee Tampere jr. | Finlande    | 32 | 46               | 20               | 66               | 35               | -                | -  | -                    | -                    | -                    |                      |                      |
| 1981-1982 | FPS Forssa         | 1.Divisoona | 27 | 14               | 18               | 32               | 8                | -                | -  | -                    | -                    | -                    |                      |                      |
| 1982-1983 | FPS Forssa         | 1.Divisoona | 15 | 5                | 14               | 19               | 8                | -                | -  | -                    | -                    | -                    |                      |                      |
| 1983-1984 | TPS Turku          | SM-liiga    | 31 | 10               | 25               | 35               | 0                | 65               | 0  | 0                    | 0                    | 0                    |                      |                      |
| 1984-1985 | TPS Turku          | SM-liiga    | 35 | 11               | 22               | 33               | 6                |                  |    |                      |                      |                      |                      |                      |
| 1985-1986 | TPS Turku          | SM-liiga    | 36 | 18               | 28               | 46               | 4                | 7                | 2  | 0                    | 2                    | 0                    |                      |                      |
| 1986-1987 | TPS Turku          | SM-liiga    | 44 | 25               | 36               | 61               | 4                | 5                | 1  | 1                    | 2                    | 0                    |                      |                      |
| 1987-1988 | TPS Turku          | SM-liiga    | 44 | 14               | 55               | 69               | 14               |                  |    |                      |                      |                      |                      |                      |
| 1988-1989 | Lukko Rauma        | SM-liiga    | 41 | 24               | 46               | 70               | 12               | --               | -- | --                   | --                   | --                   |                      |                      |
| 1989-1990 | Lukko Rauma        | SM-liiga    | 44 | 25               | 26               | 51               | 16               | --               | -- | --                   | --                   | --                   |                      |                      |
| 1990-1991 | Lukko Rauma        | SM-liiga    | 44 | 17               | 51               | 68               | 14               | --               | -- | --                   | --                   | --                   |                      |                      |
| 1991-1992 | TPS Turku          | SM-liiga    | 44 | 24               | 45               | 69               | 12               | 3                | 1  | 1                    | 2                    | 0                    |                      |                      |
| 1992-1993 | TPS Turku          | SM-liiga    | 46 | 16               | 43               | 59               | 12               |                  |    |                      |                      |                      |                      |                      |
| 1993-1994 | TPS Turku          | SM-liiga    | 47 | 23               | 47               | 70               | 28               | 11               | 5  | 4                    | 9                    | 4                    |                      |                      |
| 1994-1995 | HV 71              | Elitserien  | 39 | 15               | 28               | 43               | 48               | 13               | 3  | 5                    | 8                    | 10                   |                      |                      |
| 1995-1996 | HV71               | Elitserien  | 39 | 18               | 41               | 59               | 18               | 4                | 0  | 5                    | 5                    | 2                    |                      |                      |
| 1996-1997 | HV71               | Elitserien  | 34 | 9                | 27               | 36               | 30               | --               | -- | --                   | --                   | --                   |                      |                      |
| 1997-1998 | HV71               | Elitserien  | 46 | 16               | 29               | 45               | 24               |                  |    |                      |                      |                      |                      |                      |
| 1998-1999 | HV71               | Elitserien  | 45 | 3                | 22               | 25               | 28               | --               | -- | --                   | --                   | --                   |                      |                      |
| 1999-2000 | TPS Turku          | SM-liiga    | 22 | 8                | 19               | 27               | 8                | 11               | 2  | 5                    | 7                    | 4                    |                      |                      |

### En équipe nationale
| Année | Évènement                   |    | PJ | B  | A  | Pts | Pun                |  | Résultat |
| 1981  | Championnat d'Europe junior | 5  | 1  | 2  | 3  | 19  | 4e place           |  |          |
| 1982  | Championnat d'Europe junior | 5  | 3  | 0  | 3  | 0   | 4e place           |  |          |
| 1983  | Championnat d'Europe junior | 5  | 5  | 2  | 7  | 2   | Médaille d'argent  |  |          |
| 1984  | Championnat du monde junior | 7  | 4  | 8  | 12 | 0   | Médaille d'argent  |  |          |
| 1985  | Championnat du monde junior | 7  | 6  | 14 | 20 | 2   | 4e place           |  |          |
| 1988  | Jeux olympiques             | 8  | 1  | 1  | 2  | 2   | Médaille d'argent  |  |          |
| 1989  | Championnat du monde        | 10 | 1  | 8  | 9  | 2   | 5e place           |  |          |
| 1990  | Championnat du monde        | 10 | 0  | 4  | 4  | 8   | 6e place           |  |          |
| 1991  | Championnat du monde        | 10 | 2  | 5  | 7  | 4   | 4e place           |  |          |
| 1994  | Jeux olympiques             | 8  | 2  | 4  | 6  | 6   | Médaille de bronze |  |          |
| 1994  | Championnat du monde        | 7  | 2  | 3  | 5  | 2   | Médaille d'argent  |  |          |
| 1995  | Championnat du monde        | 8  | 1  | 5  | 6  | 6   | Médaille d'or      |  |          |
| 1996  | Championnat du monde        | 6  | 1  | 3  | 4  | 2   | 4e place           |  |          |

## Honneurs et récompenses
- 1984 : trophée Raimo-Kilpiö ;
- 1985 : meilleur buteur du championnat du monde junior ;
- 1988 : trophée Aarne-Honkavaara, meilleur passeur de la SM-liiga ;
- 1990 : meilleur joueur de l'équipe de Finlande ;
- 1991 : meilleur passeur de la SM-liiga
- 1993 : trophée Raimo-Kilpiö, trophée Aarne-Honkavaara, meilleur passeur de la SM-liiga, sélectionné dans l'équipe des étoles de la SM-liiga ;
- 1994 : Kultainen kypärä, trophée Aarne-Honkavaara, meilleur passeur de la SM-liiga, sélectionné dans l'équipe des étoles de la SM-liiga ;
- 1996 : meilleur buteur de l'Elitserien, casque d'or ;
- 2004 : Jääkiekkoleijona numéro 140.